# Carcelia oblectanea
Carcelia oblectanea là một loài ruồi trong họ Tachinidae.